# Madre Luisa Arlotti
Madre Luisa Arlotti, Luigia all'anagrafe (Orzes, 16 settembre 1904 – Poiano di Valpantena, 10 agosto 1988), è stata una religiosa, insegnante e partigiana italiana, insignita del titolo di Cavaliere della Repubblica per meriti resistenziali e inserita nel Giardino dei Giusti di Milano nel 2024.

## Biografia
Discendente da una nobile famiglia originaria di Arles, in Provenza, e da Luisa Trevissoi, morta poco dopo il parto. Il padre, Luigi Alberto, due anni dopo sposò Gemma Ghini, da cui ebbe altri otto figli. La famiglia viveva in agiatezza derivante dallo sfruttamento di terreni di proprietà e, oltre alla villa di campagna a Orzes, possedeva un palazzo nel centro storico di Belluno.
Luigia ebbe insanabili dissapori con il padre, massone e anticlericale, che aveva trasformato la stanza di preghiera della villa in salotto e impedito il battesimo cattolico alla figlia, che lo ricevette per propria volontà solo a 15 anni, a Venezia, dal cardinale Pietro Lafontaine. Casa Arlotti era frequentata da persone facoltose e da alti ufficiali del Regio Esercito, tra cui Luigia conobbe un giovane tenente; il padre però contrastò la loro frequentazione. Relegata in una situazione di isolamento a causa della numerosa prole nata dal secondo matrimonio, poco dopo il compimento del diciottesimo anno di età, il 7 ottobre 1922 fuggì a Venezia e si rifugiò nel Convento delle Suore Canossiane di Sant’Alvise, nel Sestiere Cannaregio. Il 20 aprile 1927 entrò in noviziato e il 17 maggio 1928 pronunciò la prima professione di fede, assumendo il nome della madre, Luisa. Pronunciò la professione di fede perpetua il 13 agosto 1933. Nel 1952 ci fu una riconciliazione con il padre e nella sua scheda personale, quale recapito della famiglia, è indicato l'indirizzo belga di Olga, la primogenita nata dal secondo matrimonio del padre.
Nel 1965, Madre Luisa fu collocata a riposo nella "Casa Caritas" di Schio. Nel 1981 fu trasferita all'istituto delle Figlie della Carità di Poiano di Valpantena, dove molti scledensi andavano a visitarla, non avendo scordato la generosità verso le famiglie indigenti e i partigiani, e dove morì a 84 anni.

### Formazione
Frequentò la Scuola di metodo per maestre "Principessa Mafalda" di Venezia, ottenendo nel 1930 il diploma di abilitazione all'insegnamento del grado preparatorio. Successivamente dopo aver frequentato il primo e il secondo corso presso la scuola diretta dal Comitato della Croce Rossa Italiana di Schio e aver compiuto la pratica all'Asilo nido e all'Ospedale "Baratto", conseguì il diploma di infermiera volontaria con il massimo dei voti nel giugno 1931. Il 5 luglio 1954, a Merano, conseguì il diploma di Infermiera professionale.

### Percorso lavorativo
A maggio 1928 iniziò a Schio l'insegnamento alla Scuola materna presso l’asilo “Rossi”, dove erano ospitati i figli degli operai del vicino Lanificio fondato da Alessandro Rossi. Nel 1934, grazie anche al carattere energico, fu nominata direttrice dell’Asilo e prima assistente nel 1935. in seguito divenne ispettrice degli altri asili gestiti dal Lanificio “Rossi” nei paesi circostanti Schio e delle colonie climatiche per i bambini.
Dopo il completamento degli studi a Merano, proseguì l'assistenza ad ammalati nelle sedi dove fu trasferita: Bolzano (1955), Mezzolombardo (1956), Poiano di Valpantena (1960), Zagarolo (1963-1965).

### Impegno partigiano
Il 22 giugno 1944, grazie all'accordo di collaborazione tra il Comando della Brigata “Garemi” e la Direzione del lanificio “Rossi”, le fu chiesto di ospitare nell'edificio dell'Asilo due partigiani, Enrico Penzo “Crinto” e Luciano Dalle Mole “Lancia”, feriti gravemente in uno scontro a fuoco avvenuto cinque giorni prima in Val Leogra, Contrà Vallortigara in Comune di Valli del Pasubio.  Madre Luisa ebbe iniziali perplessità, dato che nell'edificio, da quando era iniziata l'occupazione tedesca a Schio, era ospitata la scuola elementare con circa 500 bambini e frequenti erano le visite dei genitori, ma successivamente accettò. Dopo le 18, quando le consorelle erano in cappella per le preghiere, i due feriti, dopo essere stati nascosti in vari ricoveri e aver ricevuto le cure dal medico Adelmo Lavagnoli, entrati nell'Asilo da un ingresso del rifugio antiaereo e percorsi i corridoi sotterranei, la stretta galleria scavata lungo il fianco meridionale della collina del Castello, uscirono dal secondo ingresso al rifugio, vicino a una porta di servizio dell'Asilo e furono alloggiati in una stanza all'ultimo piano dell'edificio centrale, la cui porta venne celata da un armadio. All'insaputa delle consorelle, madre Luisa ospitò all’interno dell’asilo altri partigiani e ex prigionieri alleati feriti, nonostante la sorveglianza a cui era sottoposta e le visite ricevute da parte delle autorità nazifasciste. Informò solo la bidella, Lucia Saccardo, e la cuoca. La direzione del Lanificio "Rossi" incaricò un infermiere dell'ospedale di Schio, Antonio Destani, di assistere il dott. Lavagnoli nelle medicazioni quotidiane.
Il Comando tedesco di Schio, informato da un delatore che la madre superiora nascondeva due partigiani feriti, inviò all'Asilo alcuni ufficiali tedeschi e fascisti, accompagnati dal direttore del lanificio. Il giorno precedente, due militi fascisti, travestiti da partigiani, avevano assassinato a pugnalate il parroco di San Rocco di Tretto, don Pietro Franchetti, all'interno della cappella dei Caduti, alla fine della celebrazione della messa. Madre Luisa accolse gli ufficiali e il direttore del lanificio, Egone Costa, e confermò di essere a conoscenza della lettera di delazione ma ribadì di non aver mai ospitato partigiani, offrendo le chiavi per una visita dell'Asilo. A fronte di questa sua ferma asserzione, il comandante tedesco si accomiatò e la religiosa organizzò, in accordo con la direzione del Lanificio "Rossi" e del Comitato scledense, il trasferimento dei rifugiati all'interno della "Fabbrica Alta", all'ultimo piano, dove furono assistiti da Giuseppe Signore, un infermiere formatosi durante il servizio militare nella Sanità e assistente del medico condotto di Poleo, affidabile e con libertà di movimento.
Successivamente, Madre Luisa ospitò e curò altri antifascisti feriti che non potevano rivolgersi all'ospedale, diede rifugio anche a due piloti inglesi, un soldato austriaco passato con i partigiani del battaglione "Barbieri", Joseph Kropfitsch Furtner, che morì in Ruga Alta pochi giorni prima della Liberazione, e un pilota francese, Pierre Barbarin. Costretta a informare le consorelle per i sospetti che stavano nascendo a causa dei movimenti serali e quindi a spostare i feriti in case private di fidati scledensi, quando la Casa Madre di Verona, venne a conoscenza dei fatti, la trasferì al convento di Sant'Alvise, in Sestiere Cannaregio di Venezia e da qui all'Istituto "San Giovanni Battista" per l'Infanzia abbandonata, ritenuto più sicuro. Anche altre sue consorelle furono trasferite da Schio ad altre sedi.

### Prigionia
Tradita dal pilota francese e dai coniugi che lo avevano ospitato, fu catturata da un milite della Brigata Nera e da un ufficiale tedesco e venne trasferita a Schio nelle Carceri mandamentali dove fu sottoposta a stringenti interrogatori durante i quali non fece alcun nome. Fu sottoposta a un processo che si concluse con la condanna a 25 anni di reclusione. Il 22 febbraio 1945 fu tradotta a Vicenza, per dieci giorni nel palazzo del Federale e poi nel carcere di San Biagio. Qui era superiora suor Demetria Strapazzon, che si prendeva cura dei prigionieri, nonostante fosse osteggiata dai vertici del carcere. Il 10 aprile, poiché affetta da flebite, diagnosticata dal prof. Pototschnig, pure detenuto, poté lasciare il carcere e trasferirsi presso la comunità delle suore del Seminario vescovile, allora adibito ad ospedale militare, agli arresti domiciliari.
Saputo che il pilota francese, che aveva denunciato altri partigiani curati da Madre Luisa e chi li aveva ospitati e aveva partecipato a un rastrellamento, era stato arrestato dai partigiani scledensi, Madre Luisa scrisse una lettera a Germano Baron "Turco" perché gli fosse risparmiata la vita.

### Dopoguerra
Dopo la Liberazione, non le fu permesso di tornare a Schio ma fu inviata alla Casa madre di Verona e da lì al convento di Colle Ameno (AN), con il ruolo di aiuto segretaria e aiuto educande. Fu quindi trasferita a San Pietro in Elda, poi a Cremona, Merano, Bolzano, Mezzolombardo, Poiano di Valpantena e infine Zagarolo, vicino a Roma. Solo nel 1965 le concessero di tornare a Schio.

## Riconoscimenti
- Il Ministero della Difesa le riconobbe, ai sensi del D.L.L. 21.08.45 n. 518, la qualifica di "partigiana combattente", il gradino più elevato nella gerarchia resistenziale, per l'attività svolta nei ranghi della Brigata "Silva" della Divisione "Vicenza" nella primavera-autunno 1945, quando era in carcere, e non invece nel Gruppo Divisioni "Garemi" che aveva operato nella zona di Schio[21].
- Il 17 marzo 1975, nel trentennale della Liberazione, ricevette per mano del Prefetto di Vicenza, Tito Biondo, la comunicazione che il Presidente della Repubblica Giovanni Leone il 27 dicembre 1974 le aveva conferito l'onorificenza di Cavaliere dell'Ordine al Merito della Repubblica italiana[22][23]. Questo fu il suo commento: “Fu solo nel 1965 che mi concessero di tornare a Schio: ormai anziana e ammalata, sono ospitata nell'infermeria della casa Caritas ( v. Maso d. Vecchia), dove ricevo frequenti visite di molti protagonisti di quel periodo che non hanno scordato l'aiuto che ho dato loro e che più volte hanno tentato di ricompensare…Non venite a parlarmi di medaglie! Non ho fatto niente di più del mio dovere di suora e di infermiera…Finché un giorno, vent'anni più tardi, mi vidi recapitare l'onorificenza di Cavaliere della Repubblica per meriti resistenziali. Quando lessi la comunicazione piansi. Non per la gioia o per l'emozione, ma perché ritenevo immeritato quel riconoscimento: avrei voluto fare molto di più, avrei voluto salvare più persone, avrei voluto proseguire la mia assistenza alle famiglie... Quella volta fui io a farmene una ragione: rifiutare quell'onorificenza avrebbe significato offendere e deludere le molte persone al cui fianco ho lottato e sofferto e che mi avevano tuttora in stima dopo trent'anni[24].
- Il 29 settembre 2017, una targa commemorativa è stata posta a ricordo nella piazza a lei dedicata a Schio, presenti autorità e studenti degli istituti scolastici[25][26].
- Il 25 novembre 2023 è stata proposta dalla società civile, nella persona di Ugo De Grandis, per l'inserimento nel Giardino dei Giusti di Milano per il 2024[27]. Il 6 marzo 2024 si è celebrata la consegna della pergamena in onore dei Giusti a Madre Luisa Arlotti[28][29].